# Festuca imbaburensis
Festuca imbaburensis är en gräsart som beskrevs av Stancík. Festuca imbaburensis ingår i släktet svinglar, och familjen gräs. Inga underarter finns listade i Catalogue of Life.